# Gengoroh Tagame
Gengoroh Tagame (田亀源五郎, Tagame Gengorō) est un artiste et mangaka japonais, né le 3 février 1964 à Kamakura (Kanagawa).
Il est connu pour ses illustrations homoérotiques très crues, voire franchement pornographiques, qui reprennent les codes des mangas pour adultes les plus violents. Il est un des rares artistes gays japonais à représenter des scènes aussi crues, avec des rapports sexuels souvent sado-masochistes, barbares ou sanglants, et de récurrentes scènes de viols, dans un contexte militaire ou policier.

## Biographie

### Jeunesse et formation
Gengoroh Tagame naît le 3 février 1964 à Kamakura, dans la préfecture de Kanagawa,, d'une famille de descendants assez éloignée du samouraï,. Enfant, étant le plus jeune de ses deux frères, il lui ait interdit de lire des mangas à l'exception des œuvres signés Osamu Tezuka, desquels ses parents estimaient la valeur littérale. Il lisait des shōnen manga — bande dessinée pour garçon — dans des salons de coiffure, surtout les œuvres des maîtres de l'horreur Kazuo Umezu et Gō Nagai, ayant souvent des thèmes violents et sexuels. Il commençait à dessiner, et, dès le collège, imitaient des comics pour ses camarades et professeurs. Adolescent, il commence à dessiner des mangas pornographiques après avoir lu les œuvres du Marquis de Sade et découvert le magazine Renaissance — étant une reproduction clandestine des fanzines de manga BDSM. Il fait remarquer qu'il avait un grand intérêt pour BDSM avant de se découvrir homosexuel.
Il prend conscience de son homosexualité après avoir assisté aux films mettant « des hommes nus et ligotés » en vedette, tels que Les Travaux d'Hercule (1958) avec Steve Reeves et La Planète des singes (1968) avec Charlton Heston, et découvert le magazine gay Sabu (ja) (さぶ). Les histoires romantiques de ce magazine ne l'intéressent pas, et s'inspire donc des histoires sur le sadomasochisme. Au lycée, il commence à écrire des manga, de façon professionnel, et, en 1982, contribue au magazine manga June (en) (ジュネ) sous un pseudonyme,. Ce magazine est un yaoi — une romance manga sur les relations sentimentales et/ou sexuelles entre personnages masculins ; également appelé boys' love (BL) — qui est prisé par le public féminin, et qui est reconnu pour ses histoires d'avant-garde avec des intrigues parfois complexes et le réalisme social,. Sa première histoire imprimée dans June parle d'« un beau garçon qui se transforme », dont le père est assassiné par son petit ami. Se débattant contre sa sexualité et s'intéressant au sadomasochisme jusqu'au lycée, il ne fait pas son coming out avant sa première année à l'université.
Après avoir obtenu son diplôme au lycée, il déménage à Tokyo pour s'inscrire à un cours en graphisme à l'université des beaux-arts Tama contre la volonté de ses parents qui le voyaient plutôt à l'université de Tokyo et devenir banquier,. Pendant ses études, il envoie ses histoires, ses illustrations et ses mangas homoérotiques au magazines Barazoka (en) (薔薇族), René et d'autres magazines gay et BL sous de différents pseudonymes. Il opte finalement le nom de plume : Gengoroh Tagame. Lors d'une tournée artistique étudiante en Europe, il découvre le magazine cuir américain Drummer (en) dans une librairie londonienne. Ce magazine présentait des illustrations homoérotiques et fétichistes signées des artistes occidentaux, tels que Tom of Finland, Rex (en) et Bill Ward (en), et qui lui influencerait fortement l'art. Après avoir son diplôme à l'université, il commence à travailler dans le graphisme, et, plus tard, dans la direction artistique tout en continuant à écrire des mangas et des fictions en prose.

### Carrière

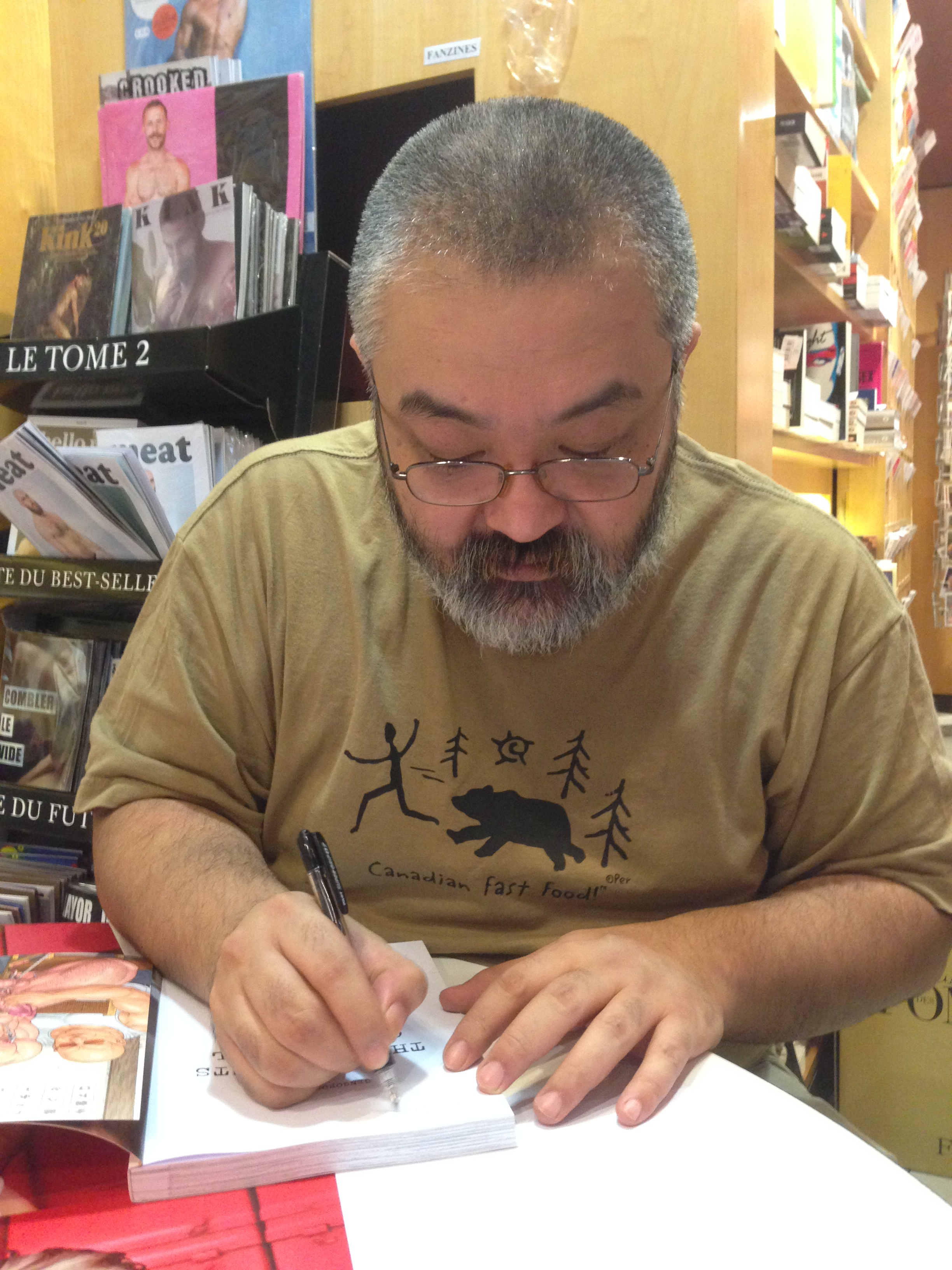
Gengoroh Tagame pendant une dédicace à Paris en 2015.

Au début des années 1980, il commence sa carrière en tant que directeur artistique après des études de design graphique à l'université des Beaux-Arts Tama (多摩美術大学), puis, en 1986, réalise ses premiers mangas. Ses travaux sont publiés dans différents magazines gay japonais, dont G-Men et SM-Z. À partir de 1994, il a la possibilité vivre de son travail à plein temps.
En 2005, son manga Gunji (軍次) est traduit en français, et publié par la maison d'édition H&O.
En 2015, il réalise Le Mari de mon frère, une œuvre familiale, accessible tout public et informative, sur la vie des homosexuels, au Japon et au Canada.
En 2022, il reçoit le Prix Sade BD/Manga pour House of brutes.

## Filmographie
- Berlin Drifters (2017, scénariste)

## Récompenses
- 2018 :  Prix Eisner de la meilleure édition américaine d'une œuvre internationale pour Le Mari de mon frère
- 2018 : Prix d'Excellence de l'Association des auteurs de bande dessinée japonais pour Le Mari de mon frère[15]